# تفجير مقر بلدية مقديشو 2019
في 24 يوليو 2019 فجرت انتحارية نفسها في مكتب عمدة العاصمة الصومالية مقديشو عبد الرحمن عمر عثمان، خلال اجتماع أمني، ما أسفر عن مقتل ستة مسؤولين حكوميين وإصابة تسعة من موظفي المكتب، واستهدف الهجوم المبعوث للأمين العام للأمم المتحدة إلى الصومال جيمس سوان إلا أنها كان قد التقى بالعمدة في وقت سابق، وغادر قبل وقوع الانفجار، وأصيب عمدة العاصمة عبد الرحمن عمر عثمان بجروح خطيرة في الهجوم، وتوفي متأثرا بجراحه بعد أسبوع في 1 أغسطس 2019 وذلك بعد نقله إلى مستشفى في العاصمة القطرية الدوحة، وأعلنت حركة الشباب مسؤوليتها عن الهجوم.